# 米尼翁河畔德伊
米尼翁河畔德伊（法語：Dœuil-sur-le-Mignon，法語發音：[dœj syʁ lə miɲɔ̃]）是法国滨海夏朗德省的一个市镇，位于该省北部，属于圣让当热利区。

## 地理
米尼翁河畔德伊（46°7'51"N, 0°32'40"W）面积19.33 平方千米，位于法国新阿基坦大区滨海夏朗德省，该省份为法国西部滨海省份，北起旺代省，西临大西洋，南至吉倫特省，东南接多爾多涅省，东北接德塞夫勒省接壤，东临夏朗德省。
与米尼翁河畔德伊接壤的市镇（或旧市镇、城区）包括：马尔赛、米格雷、圣费利、孔泰斯新城、瓦勒迪米尼翁、普莱讷达尔让松。

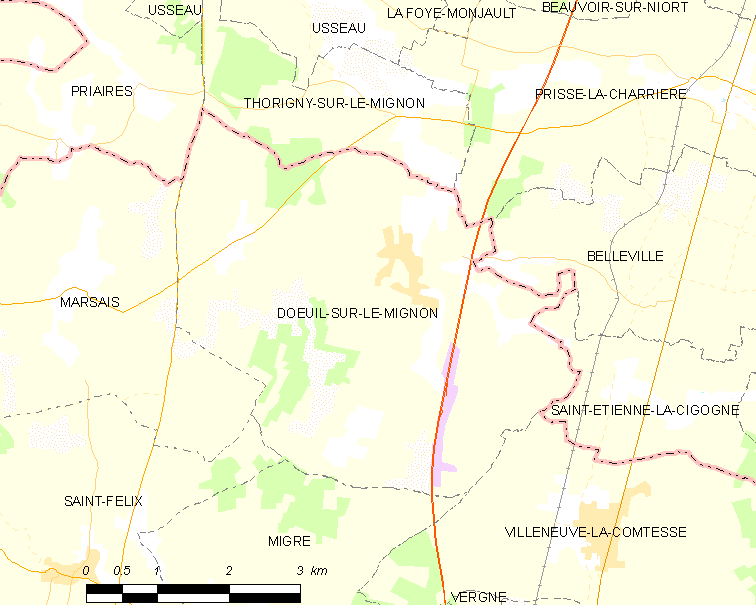
米尼翁河畔德伊的OSM定位图

米尼翁河畔德伊的时区为UTC+01:00、UTC+02:00（夏令时）。

## 行政
米尼翁河畔德伊的邮政编码为17330，INSEE市镇编码为17139。

## 政治
米尼翁河畔德伊所属的省级选区为圣让当热利县。

## 人口

1962-2008年间米尼翁河畔德伊人口变化图示

米尼翁河畔德伊于2022年1月1日时的人口数量为373人。